# کارچمیسکو
کارچمیسکو (به لهستانی:  Karczmisko) یک روستا در لهستان است که در گمینا چارنا بیاووستوتسکا واقع شده‌است.